# Faustino Alonso
Faustino Alonso Ortega (15 febbraio 1961) è un ex calciatore paraguaiano, di ruolo attaccante.

## Carriera

### Nazionale
Con la nazionale paraguaiana ha partecipato al campionato del mondo 1986.

## Palmarès

### Club

#### Competizioni nazionali
- Campionato paraguaiano: 1

Sol de América: 1986